# 日本籃球協會
公益財團法人日本籃球協會（日语：／ Kōeki Zaidanhōjin Nihon Bsukettobōru Kyōkai，英語： / 簡稱：）是日本國內推廣籃球運動的體育管理機構。

## 組織沿革
- 1930年，大日本籃球協會（大日本籠球協会）成立。

- 1945年，改名“日本籃球協會（日本籠球協会）”並加入日本體育協會（日语：日本スポーツ協会）。

- 1950年，重新加入國際籃球聯合會。

- 1960年，亞洲籃球聯合會成立。

- 1967年，籃球日本聯賽（日语：バスケットボール日本リーグ）建立。

- 1976年，日本籃球協會改制為財團法人。

- 1995年，籃球日本聯賽組織（日语：バスケットボール日本リーグ機構）成立。

- 1999年，籃球日本女子聯賽組織成立。

- 2005年，日本職業籃球聯盟（bj聯盟）從日本籃協脫離獨立。

- 2007年，日本籃球聯賽（JBL）設立。

- 2010年，bj聯盟重獲日本籃球協會認可。

- 2012年，日本籃球協會從財團法人改制為公益財團法人，事務局從澀谷區的岸紀念體育會館（日语：岸記念体育会館）搬遷至品川區西五反田第二大藏大廈7樓。[4]

- 2013年，全國籃球聯賽（日语：ナショナル・バスケットボール・リーグ (日本)）（NBL）成立。三人制籃球推廣辦公室設立。

- 2014年，日本籃球協會被國際籃球聯合會罰以停權處分。為推進日本籃協改革，國際籃聯成立“日本2024工作組”。[5][6][7]

- 2015年
  - 4月，日本籃協全體理事及評議員集體總辭職。[8]
  - 5月，以川淵三郎為會長的日本籃協新體制成立。
  - 8月9日，國際籃聯撤銷對日本籃協的懲罰。[9][10]

- 2016年
  - 2月22日，事務局遷至東京都文京區的後樂鹿島大廈。[11]

- 2019年，日本國家女子三人制籃球隊（日语：3x3女子日本代表）在中國蘭州舉辦的第二屆23歲以下三人籃球世界杯（日语：FIBA 3x3 U23 World Cup）上榮膺冠軍。這是日本首次在籃球項目上奪得世界冠軍。[12][13]

- 2021年，《JBA籃球家庭安全保護宣言》獲採納，暴力行為舉報窗口等設立。[14]

## 組織構成
| 相互關係                           | 組織名稱                                     |
| ---------------------------------- | -------------------------------------------- |
| 聯盟組織                           | 日本職業籃球聯盟（B.League）                 |
| 聯盟組織                           | 日本職業籃球聯盟（B3.League）                |
| 聯盟組織                           | 日本女子籃球聯盟（W聯盟）                    |
| 聯盟組織                           | 日本社會人籃球聯盟                           |
| 聯盟組織                           | 全日本大學籃球聯盟                           |
| 聯盟組織                           | 日本殘障者籃球聯盟                           |
| 合作組織                           | 全國高等學校體育聯盟籃球部                   |
| 合作組織                           | 全國高等學校體育聯盟定通制部籃球部           |
| 合作組織                           | 日本中学校体育联盟                           |
| 合作組織                           | 全國高等專門學校聯合會籃球競技部             |
| 合作組織                           | 全國專門學校體育聯盟（全國專門學校籃球聯盟） |
| 合作組織                           | 日本特殊奧林匹克基金會                       |
| 殘障組織                           | 日本殘障者籃球聯盟                           |
| 殘障組織                           | 日本輪椅籃球聯盟                             |
| 殘障組織                           | 日本雙人輪椅籃球聯盟                         |
| 殘障組織                           | 日本FID籃球聯盟                              |
| 殘障組織                           | 日本聽障者籃球聯盟                           |
| 資料來源：公益財團法人日本籃球協會 |                                              |

## 主辦賽事
- 天皇杯·皇后杯全日本籃球錦標賽（日语：天皇杯・皇后杯全日本バスケットボール選手権大会）（全日本錦標賽）

- 全日本社會人籃球錦標賽（日语：全日本社会人バスケットボール選手権大会）

- 全日本大學籃球錦標賽（日语：全日本大学バスケットボール選手権大会）

- 全國高級中學籃球錦標賽（日语：全国高等学校バスケットボール選手権大会）（冬季杯）

- 都道府縣少年籃球對抗賽（日语：都道府県対抗ジュニアバスケットボール大会）

- 全國迷你籃球大賽（日语：全国ミニバスケットボール大会）

- 日本三人制籃球錦標賽（日语：3x3日本選手権大会）

- 日本三人制籃球巡回賽（日语：3x3 JAPAN TOUR）

## 現任職員
| 職務                          | 姓名       | 其他職務 |
| ----------------------------- | ---------- | --- |
| 會長                          | 三屋裕子   | - 日本籃球協會 代表理事 - 國際籃球聯合會中央局 成員 - 日本奧林匹克委員會 副會長 - ENEOS控股株式會社 非執行董事                          |
| 副會長                        | 門川浩人   | - 日本籃球協會 代表理事 - 愛知縣籃球協會 專務理事 - 日本社會人籃球聯盟 專務理事                                                         |
| 副會長                        | 清野英二   | - 日本女子籃球聯盟 專務理事 |
| 副會長                        | 島田慎二   | - 日本職業籃球聯盟 代表理事兼CEO - 日本頂級聯賽聯合協作組織 理事                                                                        |
| 理事                          | 大野健男   | - 千葉縣籃球協會 專務理事 |
| 理事                          | 尾﨑哲     | - 日本駐立陶宛共和國 大使 |
| 理事                          | 吉田裕司   | - 京都府籃球協會 專務理事 - 洛南高級中學 教谕                                                                                           |
| 理事                          | 野田明宏   | - 熊本縣籃球協會 專務理事 - 日本社會人籃球聯盟 理事                                                                                     |
| 理事                          | 田中俊和   | - 住友不動產株式會社 專職監事 |
| 理事                          | 竹内美奈子 | - 日本輪椅籃球聯盟 副會長 - TM Future株式會社 代表董事 - 滋賀銀行 非執行董事                                                            |
| 理事                          | 鶴宏明     | - 日本職業籃球聯盟 理事 - 籃球公司株式會社 代表董事兼總裁 - B.MARKETING株式會社 代表董事兼總裁 - 江副紀念招募基金會 代表理事 / 專務理事 |
| 理事                          | 境田正樹   | - TMI綜合法律事務所 律師 - 日本職業籃球聯盟 理事 - 體育廳運動審議會 委員 - 大學體育協會 理事                                            |
| 理事                          | 鷹野志穂   | - 笠間株式會社 代表董事兼總裁 - 森永製菓株式會社 非執行董事 - 藤田觀光株式會社 非執行董事                                               |
| 理事                          | 藤原修     | - 岩手縣籃球協會 專務理事 |
| 理事                          | 守屋志保   | - 江戶川大學媒體傳播學部 教授 |
| 監事                          | 中森真紀子 | - 中森註冊會計師事務所 代表 - M&A資本合夥株式會社 監事 - 伊藤忠商事株式會社 董事                                                        |
| 監事                          | 廣瀬史乃   | - 歡樂本田株式會社 非執行監事 - 日水株式會社 非執行監事 - 全日本棒球協會 常務理事                                                       |
| 註：任期自2021年9月25日至今。 |            | |

## 歷任會長
| 屆次 | 姓名       | 任期           |
| ---- | ---------- | -------------- |
| 1    | 富田義郎   | 1947年－1951年 |
| 2    | 大庭哲夫   | 1951年－1967年 |
| 3    | 三橋誠     | 1967年－1981年 |
| 4    | 菊池稔     | 1981年－1985年 |
| 5    | 金尾實     | 1985年－1991年 |
| 6    | 山田正司   | 1991年－1995年 |
| 7    | 辻兵吉     | 1995年－1999年 |
| 8    | 尾崎正敏   | 1999年－2003年 |
| 9    | 兼子勲     | 2003年－2005年 |
| 10   | 鬼塚喜八郎 | 2005年－2007年 |
| 11   | 麻生太郎   | 2008年－2014年 |
| 12   | 深津泰彦   | 2014年         |
| 13   | 川淵三郎   | 2015年－2016年 |
| 14   | 三屋裕子   | 2016年－迄今   |

## 國家隊伍
日本的籃球國家隊由日本籃球協會進行選拔和組織， 日本籃球國家隊無論是三人制還是五人制，亦或者男子隊或女子隊的暱稱都統一為“日本曉之隊（AKATSUKI JAPAN）”。
- 日本國家男子籃球队
- 日本國家女子籃球隊
- 日本國家男子三人制籃球隊（日语：3x3男子日本代表）
- 日本國家女子三人制籃球隊（日语：3x3女子日本代表）

## 爭議事件

### 學生聯盟對立事件
日本國家青年男子籃球隊在1990年於名古屋舉行的亞洲青年籃球錦標賽上獲得冠軍，但隨後關東聯盟所屬的三所大學以對日本籃協不滿為由，拒絕讓包括長谷川誠在內的七名選手進入國青隊。這不僅導致日本隊教練的下台，同時還讓日本國青隊在1991年舉行的世界青年籃球錦標賽上慘敗，以排名墊底的成績鎩羽而歸。此時關東學生聯盟的主席是石川武，他後來雖然成為日本籃協的專務理事，但他此時卻是反對日本籃協的代表人物之一。

### 女隊主教練任命案
2004年，曾率領日本女子國家隊參加雅典奧運會的內海知秀教練因身體健康原因而宣佈辭職。隨後日本籃協任命當時的助理教練萩原美樹子為主教練，但被萩原婉拒。此後，日本籃協一度安排日航兔隊的教練荒順一為主教練，但這也導致日本女子國家隊錯失2006年世界女子籃球錦標賽參賽資格。內海知秀在2006年被重新任命為日本女子國家隊主教練，而萩原美樹子也在2007年重新擔任助理教練一職。

### bj聯盟獨立事件
長期以來，日本籃球的頂級聯賽籃球日本聯賽都是一個由企業隊所組成的業餘聯賽。因此自1990年代開始，呼籲日本籃協盡快組織職業聯賽的聲音就層出不窮。日本籃協決定從1995年啟動職業聯賽計劃，並為此成立了籃球日本聯賽組織，同時也決定將職業聯賽的運營權從籃協下放到聯賽組織。1997年，日本第一份職業球員合同誕生；2000年，日本第一支職業籃球球隊新潟天鵝BB誕生。
但與此同時，反對日本籃球聯賽職業化的聲音也非常響亮，這導致了日本籃球職業聯賽遲遲無法退出。2004年，同屬籃球日本聯賽組織的新潟天鵝BB和埼玉野馬在失望之餘宣佈退出聯賽組織和日本籃協並開始另組新的職業聯賽。但日本籃協起初並不承認兩隻球隊的退出，但新潟天鵝BB與埼玉野馬已主動進入退出狀態並宣佈其新成立的新籃球日本聯賽（bj聯賽）正式啟動。面對兩隻球隊的堅定決心，日本籃協最終選擇妥協並在2005年承認了兩隻球隊的退出。不過此後日本籃協就宣佈與bj聯賽斷絕關係，並嚴令其旗下球隊不得與bj聯賽的球隊有任何交流。同時日本籃協還試圖成立一個由他們所掌控的新職業聯賽與bj聯賽競爭，但這個計劃遭到了企業隊背後的企業反對，最後這個聯賽只能淪為非職業聯賽。
bj聯賽與日本籃協的對峙持續了很長時間，此間所提議的日本國家男子籃球队從bj聯賽甄選球員及兩大聯賽的交流賽都最終沒有實現。2007年，東三河OSG鳳凰與福岡新銳曾計劃舉行交流賽，但因為遭到日本籃協的反對而最終流產。
2008年，國際籃聯提出“一個國家級聯賽是理想的，最好的目標是整合（JBL聯賽和bj聯賽）”；而為了應對這個要求，日本籃協又開始了聯賽職業化和合併兩大聯賽的討論。 2010年，bj聯盟獲得日本籃協的承認。同時，JBL聯盟與bj聯盟達成了《關於打造次世代頂級聯賽的諒解備忘錄》。按照備忘錄的預計，兩大聯賽將在2013年實現合併。2011年12月5日，日本籃協召集JBL聯盟與bj聯盟舉行會議並提出了新職業聯賽的方案。但由於方案所提及的新職業聯賽是一個與傳統JBL聯賽相同的職業俱樂部與企業隊相混合的聯賽，因此幾乎所有的bj聯盟旗下球隊都表示了困難，因為這樣的聯盟不利於商業化推廣。
2013年9月，新聯賽全國籃球聯賽（NBL）正式宣佈成立。但bj聯盟方面僅僅只有千葉噴射機一隻球隊參加，因此由日本籃協牽頭的國內聯賽整合計劃宣告失敗。
2013年12月，國際籃聯對日本籃協的改革訴求之一就是合併日本國內兩大頂級聯賽並建立金字塔形的聯賽架構，同時要求這個頂級聯賽的主管機構必須是日本籃協。 在2014年2月召開的理事會上，兩大聯盟就從2016－17賽季合併組建新的頂級聯賽達成一致意見。
2014年4月，國際籃聯將就聯賽合併在內的日本籃協改革案答復截止日定在當年10月底。6月21日，日本籃協、JBL聯盟與bj聯盟再度就聯賽合併展開討論。7月17日，職業聯賽推進會宣告成立。雖然三方就聯賽合併達成最終決定，但企業隊居多的JBL聯賽的諸多球隊表示“排除企業冠名的做法不大好”並對聯賽職業化進程表示為難。正因為如此，聯賽合並繼續推進緩慢，而由於距離國際籃聯的截止日已經非常近，所以事實上已經無法達成目標。為了懲處日本籃協，國際籃聯宣佈對日本隊實施全球禁賽。
隨後，在國際籃聯主持的日本籃協改革中，新的頂級聯賽——日本職業籃球聯賽（B.League）在2016－17賽季正式開啟。
在日本籃協規定的日本職業籃球聯賽加入條件之一球隊必須得到所在地地方籃協的支持，而廣島閃電由於被廣島縣籃協拒絕而失去加入聯賽的資格。

### 會長人事任命案
2005年，日本籃協決定自兼子勲離職後任命前埼玉縣知事土屋義彦為新任會長。土屋義彥是憑藉其成功申辦2006年世界籃球錦標賽而獲得推選，但由於其長女牽涉《政治資金規正法》而受到質疑。特別是土屋義彥因為其長女的案件宣佈從埼玉縣知事一職上引咎辭職後，協會內對於任命其為會長的爭議聲越來越大，最終土屋義彥不得不宣佈婉拒協會的任命。日本籃協不得不重新尋找新的會長幾任人選，而亞瑟士的創始人鬼塚喜八郎在幾經波折後終於當選。

### 評議會內訌及日奧委會停權風波
在原本討論2006年度補充預算的理事會會議上，由主辦世錦賽而導致的13億日元赤字問題引發了對日本籃協執行部門的責任歸屬討論，而這筆預算也在3月的評議委員會上被否決。此後，日本籃協執行部門試圖通過增加評議委員的人數來推動審核，但因為反對派的的抵制而兩度流會。6月，日本籃協在會議議程內加入了有關下屆協會人事任命案的討論，但還是第三次流會。由於預算未獲審議通過，原定在德島市舉行的2007年亞洲籃球錦標賽一度懸而未決，最後不得不依靠臨時預算方才度過財政危機。另一邊，反對派理事以失信為由對協會領導人提出背任罪的起訴。因為這次內訌事件導致不少贊助商選擇退出。雖然部分理事表示願意在任期屆滿後離職，但這仍未平息反對派理事的怒火，於是在9月試圖召開第4次會議。
日本奧委會就此情況要求日本籃協進行說明，並敦促籃協盡快正常化。而與此同時，日本奧委會修改了對出事加盟協會的審查標準，最壞的結果可能導致該協會被強制退會。
11月25日，試圖任命日本眾議院議員兼日本女子籃球聯盟主席麻生太郎為新會長並討論人事任免問題的臨時評議會召開，但會議第5度流會。而時任會長的鬼塚喜八郎已因病休養，而暫代他行使會長權力的副會長蒔苗昭三郎也因病倒下，日本籃協此時已風雨飄搖。另一名副會長遠藤安彦被任命為臨時會長，他再度召開審核預算的臨時評議會，最終以僅憑法定人數多1人的情況下召開會議成功並通過預算。但日本奧委會以日本籃協的大混亂為由，於12月10日取消給籃協的約1,100萬日元加強補助金。
原定於2008年1月7日召開的任命新一屆協會管理層的評議會因未達法定人數而流會。雖然19日試圖再次召開，但依舊流會。最後由臨時會長遠藤安彦宣佈承擔責任並引咎辭職，專務理事石川代理會長職務。

### 2021年決算高額赤字案
2022年，日本籃協所發佈的2021年決算案顯示其赤字高達5.8億日元。日本籃協對此的解釋是由於強化東京奧運相關項目及應對新冠疫情而導致的開支激增，而儘管為應對赤字而召開理事會會議也提上了議事日程，可相關會議僅僅在30分鐘內結束，這導致了出席會議的評議員及俱樂部相關工作人員的嚴重質疑。

### 會長任期改革問題爭議
2023年3月8日，日本有媒體爆出日本籃協在2022年11月所召開的一次理事會會議上對會長任期進行了重大修改。 根據修改後的規定，會長的最長任期為7屆14年，但日本籃協並未就這一重大變動對外發佈新聞。而除了修改內容飽受爭議外，日本籃協對外說明不夠透明也備受指責。 據報道，本次針對會長任期修改的會議是由現任會長三屋裕子所主持。《日刊體育》指出，依據體育廳所制定《體育組織管理守則》的規定，“包括理事與會長在內的官員任期原則上不得超過10年”，而日本籃協的任期修改案明顯違背了這一規定。 一名地方籃協幹部就此批評道，“這大概只能視為是三屋會長為追求連任而做的修改”，同時他也諷刺日本籃協在修改任期案獲批四個月後仍無新聞稿對外說明是“大概因為內心愧疚”。

### 腳註
1. ↑  輪椅籃球國家隊除外，輪椅籃球國家隊由日本輪椅籃球聯盟負責選拔和組織。

### 出典
1. 1 2 3  . 公益財団法人日本バスケットボール協会.   [2023-05-01]. （原始内容存档于2023-04-10）.
2. 1 2  . 公益財団法人日本バスケットボール協会.   [2023-05-01]. （原始内容存档于2023-04-12）.
3. ↑   (PDF). 公益財団法人日本バスケットボール協会.   [2023-05-01]. （原始内容存档 (PDF)于2022-08-16）.
4. ↑  . 公益財団法人日本バスケットボール協会. 2012-03-01  [2023-05-01]. （原始内容存档于2012-03-27）.
5. ↑  . 日刊體育. 2014-11-26  [2023-05-01]. （原始内容存档于2023-04-04）.
6. ↑  . 雅虎日本. 2014-11-27  [2023-05-01]. （原始内容存档于2015-05-18）.
7. ↑  . 中國新聞網. 成都晚報. 2014-11-28  [2023-05-01].
8. ↑  . 每日體育. 2015-04-29  [2023-05-01]. （原始内容存档于2023-04-04）.
9. ↑  . 體育日本. 2015-08-09  [2023-05-01]. （原始内容存档于2023-04-23）.
10. ↑  . 公益財団法人日本バスケットボール協会. 2015-08-09  [2023-05-01]. （原始内容存档于2023-04-04）.
11. ↑  . 公益財団法人日本バスケットボール協会. 2016-02-15  [2023-05-01]. （原始内容存档于2023-04-04）.
12. ↑  . 公益財団法人日本バスケットボール協会. 2019-10-06  [2023-05-01]. （原始内容存档于2023-04-04）.
13. ↑  . 新浪體育. 2019-10-07  [2023-05-01]. （原始内容存档于2023-05-03）.
14. ↑  . 公益財団法人日本バスケットボール協会. 2021-09-09  [2023-05-01]. （原始内容存档于2023-04-04）.
15. ↑  . 公益財団法人日本バスケットボール協会.   [2023-05-01]. （原始内容存档于2023-04-10）.
16. ↑  木村元彦. . 集英社. 2012-10-04  [2023-05-03]. （原始内容存档于2023-04-04）.
17. ↑  . 日刊體育. 2013-12-19  [2023-05-04]. （原始内容存档于2023-04-04）.
18. ↑  . 朝日新聞. 2014-02-11  [2023-05-04]. （原始内容存档于2014-02-14）.
19. ↑  . 時事通信社. 2015-06-11  [2023-05-04]. （原始内容存档于2015-06-17）.
20. ↑  . 日刊體育. 2017-07-16  [2023-05-04]. （原始内容存档于2023-05-04）.
21. ↑  . 日刊體育. 2014-06-04  [2023-05-04]. （原始内容存档于2023-05-04）.
22. ↑  . 日刊體育. 2008-03-05  [2023-05-04]. （原始内容存档于2023-04-04）.
23. ↑  . 日刊體育. 2022-07-08  [2023-05-02]. （原始内容存档于2023-01-03）.
24. 1 2 3 4  . 日刊體育. 2023-03-09  [2023-05-02]. （原始内容存档于2023-04-14）.

## 外部連接
- 官方网站（日語）
- 日本籃球協會的Instagram帳戶
- 日本籃球協會的X（前Twitter）
- YouTube上的日本籃球協會頻道
- 日本籃球協會的官方LINE賬戶 （页面存档备份，存于）
- 日本籃球協會的Facebook專頁